# Facultad de Ciencias de la Vida y la Salud (UADER)
La Facultad de Ciencias de la Vida y la Salud es una de las cuatro facultades de la Universidad Autónoma de Entre Ríos. Tiene sedes en las ciudades de Villaguay, General Ramírez, Concordia, Gualeguay y Paraná en la provincia de Entre Ríos, Argentina.

## Carreras

### SEDE RAMIREZ
- Tecnicatura en Análisis Clínicos
- Tecnicatura en Producción de Bioimágenes
- Tecnicatura en Higiene y Seguridad Laboral
- Licenciatura en Producción de Bioimágenes
- Licenciatura en Higiene y Seguridad Laboral

### SEDE GUALEGUAY
- Tecnicatura en Deportes
- Profesorado de Educación Física
- Licenciatura en Actividad Física y Deporte

### SEDE CONCORDIA
- Enfermería Universitaria

### SEDE VILLAGUAY
- Podología Universitaria

### SEDE PARANÁ
- Enfermería Universitaria
- Podología Universitaria
- Tecnicatura en Higiene y Salud Animal
- Tecnicatura Universitaria en Prótesis Dental
- Licenciatura en Enfermería
- Licenciatura en Producción de Bioimágenes

## Autoridades
- Decano: Bioing. Aníbal Sattler
- Vicedecano a cargo de la Secretaría Académica: Mg. Sergio Javier Santa María
- Secretaría de Inclusión Estudiantil y Promoción de Derechos: Abog. Dafne Cis
- Secretaría de Integración con la Comunidad: Mg. Ana Rougier
- Secretaría Administrativa: Abog. Vanesa Quintana
- Secretaría Económico Financiera: Cdora. Deborah Muñoz
- Secretaría de Posgrado: Mg. Octavio Filipuzzi
- Secretaría de Investigación: Dr. Pablo Húmpola
- Secretaría de Comunicación: Lic. Virginia Dallacaminá

## Coordinadores Técnicos Administrativos de Sedes
- Sede Gualeguay: Psp. Marisa Messina
- Sede Concordia: Mg. Laura Carolina Maiztegui
- Sede Ramírez: Lic. Romina Bender
- Sede Villaguay: Sra. Rosa Piñeyro

## EleccionesArchivadoel 30 de noviembre de 2020 enWayback Machine.
Las elecciones 2020 se llevaron a cabo el 13 de noviembre, bajo estrictos protocolos de bioseguridad a raíz de la  Pandemia de enfermedad por coronavirus de 2019-2020.
| Año  | Lista     | Decano/a               | Vicedecano/a          |
| ---- | --------- | ---------------------- | --------------------- |
| 2012 | Sin datos | Mg. Estela Gross       | Mg. Lidia Robiolo     |
| 2020 | 1         | Bioing. Aníbal Sattler | Mg. Serio Santa María |